# Unión Mundial de Mercados Mayoristas
La Unión Mundial de Mercados Mayoristas es una organización sin ánimo de lucro, dedicada a la promoción, desarrollo e intercambio de experiencia e información sobre mercados alimentarios.
WUWM proporciona información sobre las actividades y el papel que desempeñan los mercados tanto al público en general como a las autoridades públicas, y a través de sus asociados, la WUWM facilita el intercambio de conocimiento y experiencia profesional entre los administradores y operadores de mercados alimentarios, con el objetivo de mejorar la construcción, organización y gestión de sus mercados. La WUWM es también una herramienta útil para aquellas autoridades públicas con responsabilidad en las áreas de seguridad alimentaria y de servicios a la cadena de distribución de alimentos en sus ciudades y países. 
Desarrollando relaciones estrechas con otras asociaciones de mercados relevantes así como con entidades gubernamentales tanto locales como nacionales y aunando las diversas experiencias que existen dentro de los asociados en WUWM es capaz de proporcionar a las autoridades y organizaciones responsables del establecimiento y gestión de los mercados alimentarios mayoristas y minoristas con asesoramiento muy valiosos y experiencia relativa al sector y a los retos a los que se enfrentan los mercados alimentarios así como los mercados productores o mercados en el punto de origen.
La WUWM apoya y colabora, en forma activa, con las iniciativas alimenticias y con proyectos trascendentes de organizaciones internacionales como la Organización de las Naciones Unidas para la Agricultura y la Alimentación (FAO);]asimismo, garantiza que los gestores nacionales tengan un campo experto al momento de la toma de decisión para contar con información y experiencia precisas sobre los mercados. 
La gestión de residuos, la seguridad alimentaria y la distribución de la productos frescos y los desafíos asociados de marketing y logística, la ampliación de la Unión Europea y los directivas de la Comisión Europea, el comercio justo, la identificación y exploración de los beneficios socioeconómicos de los mercados alimentarios, la optimización de la eficiencia y la rentabilidad y las oportunidades de desarrollo futuro de los mercados son algunos de los temas importantes actuales.
La WUWM propicia el intercambio del conocimiento mediante la organización de conferencias y encuentros especializados, como así también mediante el acopio y registro de información sobre los mercados mayoristas y minoristas de diferentes países y regiones La Unión busca interactuar con otros profesionales y cuerpos expertos de la industria alimenticia y ofrece un punto de encuentro entre los distribuidores, los productores, los mayoristas y los distribuidores. Por otra parte, brinda una plataforma internacional de discusión para el debate sobre productos frescos y mercados alimentarios.
La WUWM inició su actividad, en 1958, como una organización asociada de la Unión Internacional de Autoridades Locales (IULA) Luego se convirtió en una entidad autónoma a partir de junio de 2003, domiciliada en los Países Bajos.
Actualmente WUWM cuenta con alrededor de 200 asociados en 44 países. Dentro de los beneficios de formar parte de WUWM se encuentran el aumento de perfil internacional, acceso a información, intercambio de experiencias y establecimiento de contactos.

## El Consejo y la Secretaría de WUWM
Las entidades de gestión de la WUWM son los miembros y el Consejo de Directores. El Consejo de Directores consiste en un Presidente, un Vicepresidente y Directores. El Consejo tiene un mínimo de 5 y un máximo de 13 miembros incluyendo al Presidente y al Vicepresidente.
Los asociados eligen de entre los miembros con derecho a votos a aquellos que formarán parte del Consejo de Directores, y las elecciones tienen lugar todos los años durante la reunión anual de los Asociados. En cada elección aproximadamente la mitad de los Directores serán elegidos/reelegidos por un periodo de 2 años. El Consejo será, cuando sea posible, una representación regional y temática de los miembros de las WUWM y sus actividades.

## Historia
WUWM inició su actividad como plataforma internacional de intercambio de conocimiento y experiencias de las autoridades de los mercados mayoristas y profesionales de la alimentación en 1958. Esto sucedió después del primer congreso celebrado en Múnich, Alemania en 1955 dónde las autoridades locales europeas se reunieron para discutir temas relacionados con la alimentación y los mercados en un intento de abordar asuntos de interés en aquel momento.
Establecida inicialmente como un grupo de trabajo dentro de la Unión Internacional de Autoridades Locales (IULA), WUWM rápidamente comenzó a crecer en una extensa red de profesionales de la alimentación que se extendió fuera de Europa ya a principios de 1980. A través de la recolección de datos y la organización de conferencias y reuniones especializadas WUWM creció en fuerza y capacidad. Aunando la experiencia que existía dentro de los asociados, WUWM fue capaz pronto de proporcionar a sus miembros y las autoridades responsables de establecer y gestionar los mercados mayoristas de un asesoramiento y apoyo valioso.
Los nuevos Estatutos de WUWM fueron aprobados en 2001/2002 proporcionando una base para la consolidación y crecimiento de la Unión. Durante los siguientes 2 años, se fueron introduciendo nuevos métodos de trabajo y organización y fue creciendo la participación en las actividades de los miembros de la WUWM. Este crecimiento de asociados unido con la experiencia y capacidad derivó en la toma de decisión de independencia con respecto a IULA, y en julio de 2003 WUWM se hizo legalmente autónoma. Bajo la dirección de Marc Spielrein, el presidente de WUWM en ese momento y la colaboración de sus miembros y la Secretaria General, WUWM se estableció como una organización independiente y sin ánimo de lucro domiciliada en La Haya, Países Bajos. Los miembros fundadores de esta asociación fueron el Sr. Dougals Noakes del Reino Unido, en reconocimiento por su contribución como anterior Presidente de WUWM; y el Sr. Rof Brauer de Alemania, en reconocimiento a su larga contribución como miembro de WUWM y Vicepresidente.

## La situación de los mercados mayoristas en WUWM
En los años 1970 y 1980 los mercados mayoristas se enfrentaron con el aumento y consolidación de nuevas formas de distribución, crecimiento urbano, temas medioambientales, el crecimiento de la logística y un nuevos interés de los consumidores- especialmente en términos de calidad alimentaria y seguridad, la diversificación del consumo y aumento del abastecimiento por las necesidad de minorías étnicas, han estado constantemente empujando la implantación de estrategias de adaptación y modernización.
Cómo parte de este esfuerzo por parte de los mercados de adaptase para satisfacer las necesidades de manera efectiva, tuvo que haber un cambio significativo en su concepto. Temas de logística, y preocupación por los estándares de higiene de los locales y la implicación de los operadores en la gestión de los mercados, había adquirido una gran importancia.
Por lo tanto, durante la segunda mitad de 1990 y los primeros años de 2000, los mercados renovaron su viejas instalaciones e invirtieron en adaptar los viejos mercados a los nuevos estándares de higiene y seguridad. Portugal, Italia, Reino Unido, Alemania, Francia y la República Checa son algunos de los países dónde las renovaciones tuvieron mayor efecto. Estas renovaciones son las que empujaron al grupo de trabajo europeo a aprobar en su reunión en mayo de 2004 una Guía de Buenas Prácticas para los Mercados Mayoristas, con el objetivo de reflejar las normas europeas de seguridad e higiene alimentarias. Los trabajos realizados en esta área han despertado mucho interés por parte de los miembros no europeos, que han pedido la colaboración de WUWM para coordinar trabajos similares en sus países.
La reciente ampliación de la Unión Europea, y el importante papel que los mercados mayoristas de la zona miembros de WUWM además de en Rusia y China, son instrumentos fundamentales en la consolidación del desarrollo de la economía de mercado y proporcionan una oportunidad para el crecimiento futuro en las actividades de WUWM y sus asociados. El aumento de población en los países de Latinoamérica y Asia y su concentración en todavía más grandes conurbaciones, creó un nuevo impulso para la organización del abastecimiento de alimentos a esas poblaciones y ha levado a estos países a prestar particular atención a la importancia de los mercados mayoristas.
Además del papel que los mercados juegan en el abastecimiento de la población, hay que señalar la función como instrumentos en la planificación de las actividades comerciales y logísticas en el entorno urbano y en el apoyo de la producción agrícola y como se ha visto en iniciativas realizadas en Brasil y en algunos Países del Norte de Europa, en combatir la exclusión social.
La importancia de la dieta para la salud de la población ha aumentado la intervención de las autoridades públicas en este terreno, con los mercados participando en multitud de programas y proyectos con el objetivo de aumentar el conociendo de los consumidores del papel que la dieta juega en la salud.
La liberalización mundial del comercio agroalimentario en el contexto del reciente acuerdo de la OMC significa que la alimentación será cada vez más de origen a nivel mundial, lo que implica que la calidad de los alimentos y cuestiones de seguridad se determine sobre la base de la cooperación internacional implicando la participación de los productores y de los distintos operadores y agentes de la cadena de suministro, incluidos, naturalmente, los propios mercados mayoristas. 
Como una organización que representa a los mercados mayoristas de todo el mundo, con la participación de un número importante de operadores de diversos tipos y grandes corrientes, principalmente de productos perecederos, WUWM tiene un gran campo de acción y responsabilidad. Las expectativas de WUWM por los miembros, por lo tanto, son enormes. La capacidad de WUWM para responder a estas expectativas depende esencialmente de su capacidad para obtener el apoyo de instituciones internacionales interesadas en estos temas, y de la voluntad de sus miembros a participar. Reuniendo juntos a mercados de alimentos en muchas partes del mundo, con diferentes modelos de organización, entornos socioeconómicos historias y experiencias, se puede afirmar que WUWM constituye una red potencial de excelencia, con probada capacidad técnica y científica, cuyo servicio a sus miembros y a todos los mercados mayoristas y sus operadores, merece un mayor desarrollo.

## La situación de los mercados minoristas en WUWM
La sección de mercados minoristas fue establecida por WUWM en 2001. El grupo entró a formar parte consolidada de WUWM al ser claro que muchos de los temas importantes para mercados mayoristas eran también relevantes para los mercados minoristas, la formalización de la importancia del papel de los mercados minoristas dentro de WUWM tuvo lugar durante el XXIV Congreso WUWM en Baltimore, EE. UU., en septiembre de 2005. Durante este evento, se preparó una Declaración WUWM de Mercados Minoristas esbozando una definición concreta de mercado minorista. Posteriormente, se creó un Comité WUWM de Mercado Minoristas y se abrió la membrecía a los mercados minoristas en general y a sus operadores. 
Reconociendo la contribución de los operadores y autoridades de los mercados minoristas a la industria y la agenda común en muchos aspectos de mercados mayoristas y minoristas, WUWM continuará construyendo sobre la labor ya realizada para aglutinar los mercados minoristas dentro de la estructura de WUWM.